# ヒルダ群

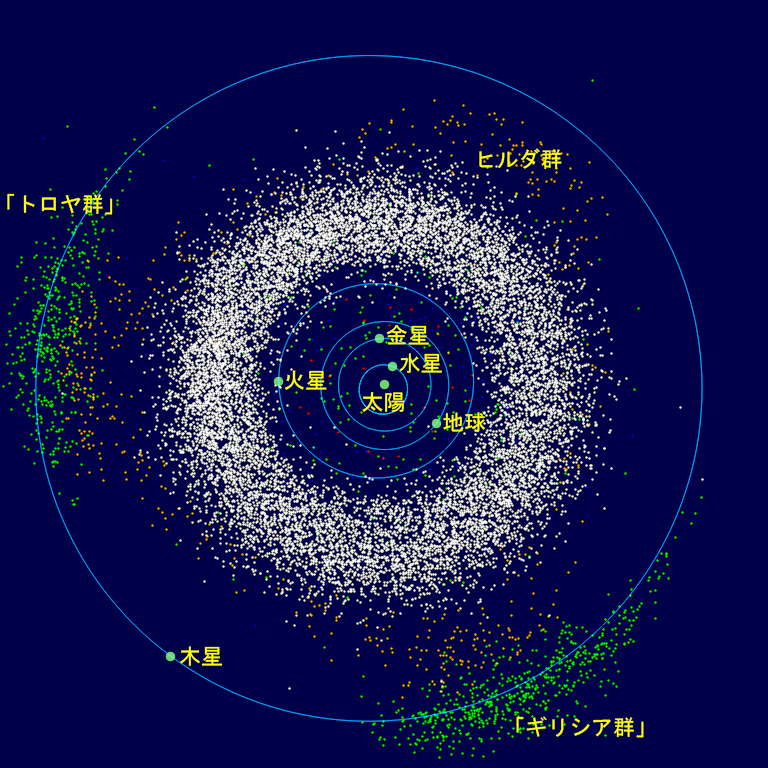
小惑星の位置を表した図。ヒルダ群は褐色である。

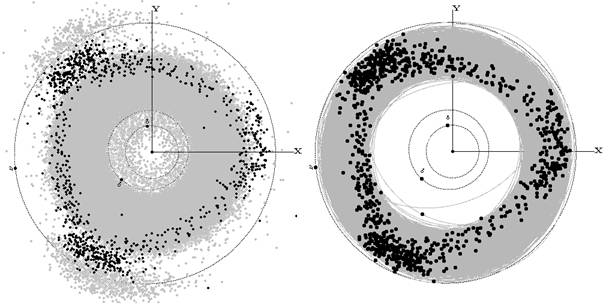
2005年1月1日におけるヒルダ群天体の位置。左図の灰色は木星軌道まですべての小惑星、右図の灰色はヒルダ群天体の軌道

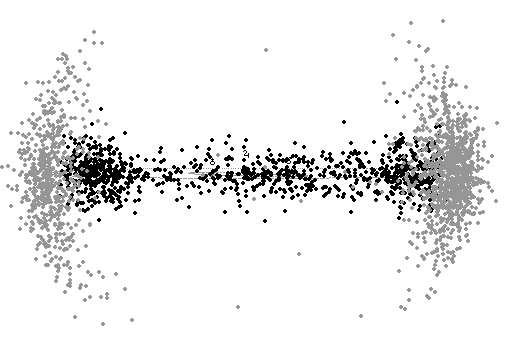
2005年1月1日におけるヒルダ群天体（黒）とトロヤ群（灰色）の分布を、日心黄経緯により木星付近を中心として描いた図。中央横軸が黄道面

ヒルダ群（ヒルダぐん、英語：Hilda asteroids）は、小惑星帯と木星軌道の間にあって、木星と2:3の軌道共鳴状態にある小惑星の群。
群の名前は (153) ヒルダに由来しており、命名されていないものも含め4000個以上がこの群に分類されている。軌道長半径は3.7 auから4.2 au、離心率は0.07以上0.3以下で、軌道傾斜角は20°より小さい。D型またはP型が多いが、一部にC型もある。ヒルダ群やトロヤ群に見られるD型やP型小惑星の表面色は、彗星の核 (彗星)のそれとよく対応している。このことは、これらの天体の表面が同じような鉱物で覆われていることを意味しており、また同じ起源を持つことを示唆している。ヒルダ群には起源の異なるヒルダ族 (Hilda family) とシューバルト族 (Schubart family) があるとされている。ロシア科学アカデミー応用天文学研究所のTatyana Alexandrovna Vinogradovaは、さらに4つの族が存在するという研究結果を発表している。
2:3の軌道共鳴関係にあるため、ヒルダ群の天体が遠日点を通過する際は、太陽を挟んで木星の反対側、あるいは木星より60°ほど前か後ろのラグランジュ点の内側、このいずれかの位置関係になる。太陽と木星を固定して見ると、ヒルダ群の天体はこの三つの「遠日点」を通過する。あるいはある時点におけるヒルダ群天体全体を見ると、中段の図のように三つの遠日点を頂点とする「ヒルダ・トライアングル」を形成する。